# Naan

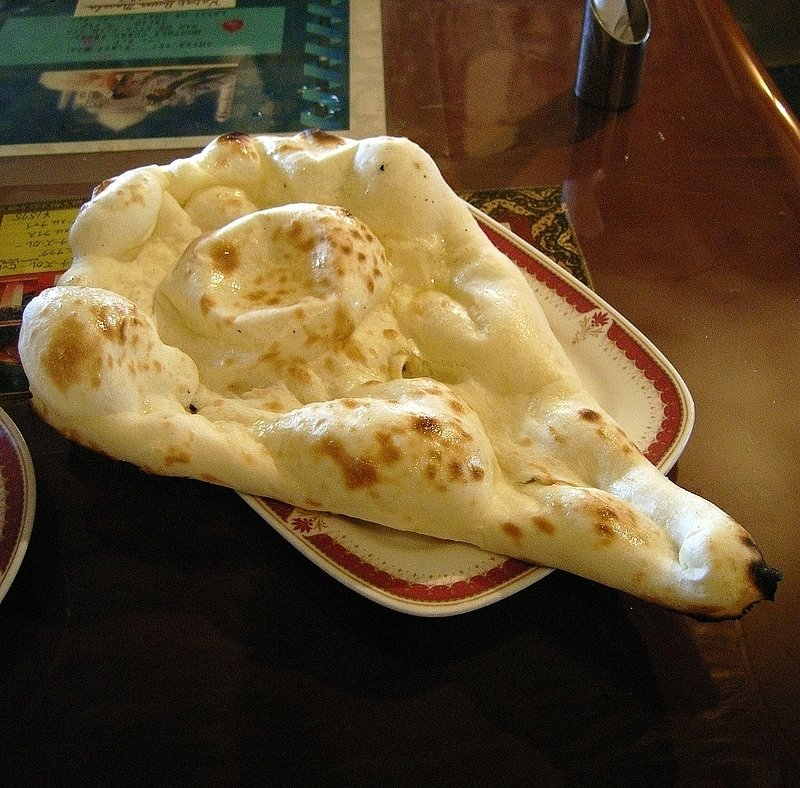
Naan shiva

El naan es un pan plano, elaborado de harina de trigo y generalmente con levadura. Es de consumo corriente en varias regiones de Asia central y de Asia del sur: Afganistán, Irán, Uzbekistán, Birmania, Pakistán, y en el noroeste de la India, que comprende principalmente los estados de Rajasthan y Gujarat.
El naan difiere del chapati por su forma (este último que es redondo) y por el hecho de que el chapati está cocinado generalmente sobre una placa en fundición llamada tava.

### Etimología
La primera aparición de "naan" en inglés es de 1803 en un diario de viaje de William Tooke. La palabra persa nān 'pan' está atestiguada del persa medio como n'n 'pan, alimento', que es de origen iraní y es un cognado con el parto ngn, el kurdo nan, el baluchi nagan, el sogdiano nγn- y el pastún nəγan '. pan'.